# 坂本美里
坂本 美里（さかもと みさと、1980年5月18日 - ）は、日本の女性声優。フリー。東京都出生、高知県出身。

## 来歴
東京都の下町で誕生し、1歳で高知県に転居してそこで育つ。保育園時代は、いじめられっこであり、工作好きで昼寝が嫌いであった。
小学校時代の夢は水泳の先生で、背泳ぎの県代表選手であったが、将来は水泳と決めていたところ中学校時代で一転、競い泳ぐことが嫌いになり、将来に迷ってしまった。仲良しの友達と喧嘩したこともあって、その頃、人生初めての挫折を味わい落ち込んでいた。そのときに風呂あがりに、テレビを見ていたところ、声優が、外画のアテレコをしていた映像で初めて職業としての声優を知った。そのとき突然「私、この仕事を絶対したくなる」と声優の世界を目指した。高校時代は、演劇部の部長、放送部で副部長をしていた。
高校卒業と同時に高知から上京。日本工学院専門学校（蒲田校）演劇俳優科声優コース時代、ホームシックを味わっていたが、その後は学生時代を楽しむ余裕もなくなるくらい、習いごとに没頭。同校在学中に在籍者の新谷良子、清水愛とともに出演したラジオ番組でいろいろな指令を受けてそれをするコーナーがあり、そこで3人はユニット「めぇめぇもぉ」を結成（2000年9月）。坂本、新谷、清水はそれぞれ同校ではクラスは違ったが、いずれも別のクラスに可愛い子がいるという話は聞いていた。坂本は新谷を「やたらピンクな子」、清水を「お人形さんみたいな子」と思っていた。新谷は坂本が台本を泣きながら読んでいるのを見たことから彼女を「生真面目な娘だなぁ」と感じたという。その後、同校を卒業。
2007年3月31日付けでT・S・Pを退社し、4月1日よりトーゴープロダクションに所属。2008年7月よりフリー。

## 人物
趣味は音楽鑑賞、徒歩、読書、シミュレーションゲーム。特技は水泳、パソコン、簿記、寝起きがいい。
2人の妹がいる三姉妹の長女。

## 出演

### テレビアニメ
- ギャラクシーエンジェル（合成音声）
- Canvas2 〜虹色のスケッチ〜（アテンダント、美術部員 他）
- CLAYMORE（女の子、女B）
- シグルイ（湯屋の女）
- しましまとらのしまじろう （ハナゾウ、フルカモ母）
- ナジカ電撃作戦
- まほろまてぃっく（ナニー）
- まほろまてぃっく〜もっと美しいもの〜（フェルドランス）
- まほろまてぃっく 特別編 ただいま◆おかえり（フェルドランス）
- もえたん（古田りほこ、女子高生2）

### ラジオ
※はインターネット配信。
- 明・めぐみのドリーム・ドリーム・パーティ<2期>（2000年 - 2001年、文化放送）
- ラジオどっとあい めぇめぇもぉdaエイエイオー!（2000年 - 2001年、文化放送BBQR※）
- めぇめぇもぉのらむ☆らむ☆みるく（2001年 - 2001年、JAM STATION※）
- 坂本美里のらむ☆らむ☆みるく学園（2001年 - 2003年、JAM STATION※）
- 坂本美里の「遊BeMax!」（2003年 - 2004年、JAM STATION※）
- 坂本美里のbee happy!（2008年 - 、ポッドキャスト※）

### CD

#### マキシシングル
- 「HAPPY」
- 「A⇔LIVE」
- 「元気になぁれ」
- 「Love缶」

#### ユニット
めぇめぇもぉ（新谷良子・清水愛・坂本美里）
- 「約束しよう」

yksb feat.MiLO×31STYLE
- 「TOKYO TRICK」
- 「ELECTRIC PARTY SYSTEM 」
- 「DiabLoud」

### テレビ
- 坂本美里のフェアリープリンセス（声優WAVE:2004年4月〜2004年11月）
- 塾長・生島ヒロシの定年塾（ナレーター、リポーターとしても出演）

### ゲーム
- あすか! 〜僕ら星灯高校野球団〜（有島夏鈴）
- 高円寺女子サッカー2 〜恋はネバギバ高円寺〜（来須魅那美、速水静香）
- THE裁判〜新米司法官　桃田司の10の裁判ファイル〜
- パチプロ風雲録5－青春編－（新田美希）
- 必殺裏稼業
- まほろまてぃっく 萌っと≠きらきらメイドさん。（フェルドランス）
- SHOW BY ROCK!!（2017年、リックス〈初代〉） - 「31STYLE」名義